# ويليام ستوري
ويليام ستوري (بالإنجليزية: William Story)‏ هو قاضي ومحامي أمريكي، ولد في 4 أبريل 1843 في مقاطعة واكيشا في الولايات المتحدة، وتوفي في 20 يونيو 1921.